# Cláudia Celeste
Cláudia Celeste   (Rio de Janeiro, 14 de juliol de 1952 - Rio de Janeiro, 13 de maig de 2018) va ser una actriu i ballarina transsexual brasilera. Va ser la primera travesti a tenir un paper fix en una telenovel·la al país.

## Biografia
Va néixer a la zona nord de Rio de Janeiro sota el nom de naixement Claudionor Caetano Lopes. Va rebre el seu nom artístic de Carlos Imperial, quan aquest va assistir a un espectacle seu al Teatre Rival, l'any 1973. Va iniciar la carrera de dansa en la discoteca Beco das Garrafas. L'any 1976, va ser elegida Miss Brasil Gay (actualment, Miss Brasil Trans) i, amb el títol, va cridar l'atenció de diversos productors.
Fou convidada a participar en la pel·lícula Motel de 1975 i, el 1977, Daniel Filho va oferir-li un petit paper en la telenovel·la Espelho mágico, al costat de Sonia Braga, interpretant una corista. La premsa nacional va criticar l'aparició de «la primera travesti a televisió» i Filho va manifestar que desconeixia aquest fet. Cláudia Celeste havia filmat altres escenes per la sèrie, però la repercussió de la primera emissió va dur a la direcció de la TV Globo a tallar la resta d'aparicions de l'artista.
El 1982, Cláudia va actuar en dues pel·lícules brasileres més: Beijo na boca, de Paulo Sérgio de Almeida, i Punk's, Os filhos da noite, de Levi Salgado. L'any 1988, va actuar en la novel·la Olho por olho, en la Rede Manchete, en el paper de la travesti Dinorá. En aquell moment, va entrar en la història de la televisió brasilera com la primera travesti amb un personatge fix en una telenovel·la.
En el teatre, Celeste va actuar en centenars d'espectacles, com ara Gay Fantasy, Bonecas com tudo em cima i Febre.
L'actriu i ballarina va morir el 13 de maig de 2018 per complicacions d'una pneumònia. Va estar casada una trentena d'anys amb el ballarí Paulo Wagner.

## Homenatge
El 21 d'agost de 2022, Cláudia Celeste va ser homenatjada amb un doodle per Google Brasil, en motiu del 34è aniversari de la seva estrena a Olho por olho.